# مقاومت سیستم زمین
مقاومت الکتریکی سیستم زمین یعنی خاک یا سیستم زمین (یا سیستم ارت، اعم از ارت حفاظتی، ارت عملیاتی، ارت سیستم صاعقه گیر و ...) چقدر در برابر جریان الکتریکی مقاومت الکتریکی دارد.

## روش‌های اندازه‌گیری مقاومت سیستم زمین
یکی از عواملی که باعث عملکرد صحیح سیستم‌های حفاظتی می‌گردد طراحی صحیح سیستم ارت (اعم از ارت حفاظتی، ارت عملیاتی، ارت سیستم صاعقه گیر و ...) و همچنین اجرای سیستم هم‌پتانسیل سازی مطابق با استانداردهای مربوطه می‌باشد. پس از طی مرحله طراحی و در مرحله اجرا، نظارت و بهره‌برداری از سیستم، انجام اندازه‌گیری‌ها ضروری بوده و همواره چگونگی انجام این اندازه‌گیری‌ها یکی از دغدغه‌های بهره برداران می‌باشد. به خصوص در شرایط خاص که جداسازی سیستم ارت امکان‌پذیر نباشد یا امکان کوبیدن الکترودهای کمکی با توجه به شرایط پروژه وجود نداشته باشد.
تکنیک‌های موجود در رابطه با اندازه‌گیری سیستم زمین RE (Static resistance)، امپدانس سیستم زمین(RD (Impulse resistance و مقاومت مخصوص خاک بشرح زیر است.
1. اندازه‌گیری مقاومت سیستم زمین با جداسازی تجهیزات در نقطه تست مدار از سیستم زمین به کمک سه الکترود (۳P)
2. اندازه‌گیری مقاومت سیستم زمین با جداسازی تجهیزات در نقطه تست مدار از سیستم زمین به کمک چهار الکترود (۴P)
3. اندازه‌گیری مقاومت سیستم زمین بدون نیاز به جداسازی تجهیزات در نقطه تست مدار از سیستم زمین به کمک سه الکترود و یک کلمپ (۳P + Clamp)
4. اندازه‌گیری مقاومت سیستم زمین بدون نیازبه جداسازی تجهیزات در نقطه تست مدار از سیستم زمین به کمک دو کلمپ(۲ Clamp)
5. اندازه‌گیری امپدانس زمین ترانسفورمرها، دکل‌های برق و مخابرات و پست‌های برق و... با شکل موجهای ۴/۱۰µs و۸/۲۰µs و۱۰/۳۵۰µs بدون نیاز به جداسازی از تجهیزات (۴P)
6. اندازه‌گیری مقاومت مخصوص خاک به روش چهار الکترود (WENER)
7. اندازه‌گیری مقاومت سیستم زمین به روش دو الکترود (۲P)
  1. بررسی همبندی و پیوستگی تجهیزات با سیستم زمین
  2. اندازه‌گیری مقاومت سیستم زمین به کمک یک سیستم زمین کمکی مجزا بدون نیاز به کوبیدن الکترودکمکی

ذیلاً اجمالاً هر یک از تکنیک‌های یاد شده شرح داده خواهد شد.

### ۱. اندازه‌گیری مقاومت سیستم زمین با جداسازی تجهیزات در نقطه تست مدار از سیستم زمین به کمک سه الکترود (۳P)
این روش در استانداردها به روش ۶۲٪ یا افت ولتاژ (Fall of Potential Method) معروف است و برای اندازه‌گیری مقاومت سیستم‌های ارت با گستردگی کوچک و متوسط استفاده می‌گردد. در این روش همانطور که در شکل زیر هم مشاهده می‌کنید از یک الکترود جریان (H) برای برقراری جریان در الکترود ارتی که می‌خواهیم میزان مقاومت آن را اندازه‌گیری کنیم، استفاده می‌شود. عبور جریان از الکترود تحت آزمون و الکترود جریان منجر به تغییر پتانسیل سطح زمین می‌شود. الکترود ولتاژ (S) بایستی در محلی مناسب مابین الکترود ارت و الکترود جریان قرار گیرد. در این روش مقدار مقاومت الکترود ارت که حاصل نسبت ولتاژ به جریان می‌باشد به صورت تابعی از فاصله الکترود ولتاژ از الکترود ارت رسم می‌گردد. به این ترتیب که الکترود ولتاژ به تدریج از الکترود ارت دور می‌گردد و در هر مرحله مقدار مقاومت اندازه‌گیری شده به صورت تابعی از فاصله رسم می‌گردد (شکل پائین صفحه). در صورتی که منحنی مذکور دارای یک بخش هموار باشد، مقدار مقاومت مرتبط در آن بخش به عنوان مقاومت سیستم زمین در نظر گرفته می‌شود.
لازمه ایجاد یک بخش هموار در منحنی این است که الکترود جریان به قدر کافی از الکترود ارت دور گردد تا آنجا که دیگر افزایش ولتاژ زمین بر اثر جریان ناچیز شود. از نطر تئوری این فاصله بی‌نهایت است ولی در عمل برای آن حدی وجود دارد. در مورد الکترودهای ارت کوچک که به دیگر سیستم‌های ارت متصل نیستند، با ایجاد فاصله‌ای در حدود ۶ الی ۱۰ برابر قطر سیستم ارت بین الکترود جریان و الکترود ارت می‌توان اندازه‌گیری را با دقت خوبی انجام داد.
بررسی‌ها نشان داده که اگر الکترود ولتاژ در فاصله‌ای معادل ۶۱٫۸٪ از فاصله الکترود جریان تا الکترود ارت قرار گیرد، مقدار مقاومت اندازه‌گیری شده نزدیکترین عدد به مقدار واقعی خواهد بود. از این رو این متد را روش ۶۲٪ می‌نامند.
دراین روش پیش نیازها و دستورالعمل‌های زیر می‌بایست مورد توجه قرار گیرد:
- این روش برای اندازه‌گیری مقاومت سیستم‌های ارت با گستردگی کوچک و متوسط مورد استفاده قرار می‌گیرد و اصولاً" برای اندازه‌گیری مقاومت سیستم‌های ارت گسترده و بزرگ توصیه نمی‌شود.
- سیستم ارت می‌تواند متشکل از یک میله ارت تنها، کانترپویز یا ترکیبی از کانترپویزو میله ارت و... باشد. پارامتر قطر سیستم ارت که در ادامه استفاده شده‌است در واقع منظور اندازه قطر بزرگ سیستم ارت است. به عنوان مثال سیستم ارتی را در نظر بگیرید که شامل یک کانترپویز بسته به شکل مستطیل باشد با ابعاد ۳ و ۴ متر که در گوشه‌های آن میله‌های ارت کوبیده شده‌است، بزرگی الکترود ارت در این سیستم معادل قطر آن و در حدود ۵ متر در نظر گرفته می‌شود.
- در ابتدا می‌بایست سیستم ارت از سازه‌های فلزی، ارت‌های دور و تجهیزات جدا گردد و به یک سیستم زمین مستقل تبدیل گردد.
- الکترودهای کمکی S و H بایستی در یک راستا قرار گیرند و اتصال خوبی با خاک اطراف برقرار نمایند به این منظور بایستی خاکی که الکترودها در آن کوبیده می‌شوند خاک طبیعی منطقه باشد (در مناطقی که خاک دستی و نخاله‌های ناشی از ساخت و سازهای ساختمانی وجود دارد اتصال خوبی حاصل نخواهد شد). به منظور کمک جهت فراهم نمودن یک تماس خوب می‌توان اطراف الکترودها مقداری آب ریخت.
- به جز انجام اندازه‌گیری در حالتی که الکترود ولتاژ در فاصله ۶۱٫۸٪ قرار می‌گیرد، برای اطمینان از اندازه‌گیری مقاومت صحیح مطابق شکل

زیر بدون تعویض محل الکترود جریان (H)، محل الکترود ولتاژ (S) به نقاط ۵۰٪ و ۷۰٪ منتقل و دو اندازه‌گیری دیگر انجام می‌گیرد. در صورتی که
سه مقاومت خوانده شده تفاوت ناچیزی در حدود ۳-۵٪ داشته باشند مقدار مقاومت اندازه‌گیری شده صحیح است.
جدول فواصل الکترودجریان (H) و الکترود ولتاژ (S) نسبت به بزرگی سیستم ارت (ابعاد بر حسب متر)
قطر سیستم ارت یا بزرگی ارت	فاصله الکترود جریان(H)	فاصله الکترود ولتاژ (S) معادل ۵۰٪ فاصله الکترود جریان(H)	فاصله الکترود ولتاژ (S) معادل ۸/۶۱٪ فاصله الکترود جریان(H)	فاصله الکترود ولتاژ (S) معادل ۷۰٪ فاصله الکترود جریان (H)
۱	۳۰	۱۵	۱۹	۲۱
۲	۴۰	۲۰	۲۵	۲۸
۵	۶۰	۳۰	۳۷	۴۲
۱۰	۸۵	۸۵	۵۳	۶۰
۲۰	۱۲۰	۶۰	۷۴	۸۴
۵۰	۲۰۰	۱۰۰	۱۲۴	۱۴۰
۱۰۰	۲۸۰	۱۴۰	۱۷۱	۱۹۶
مهمترین نقطه ضعف این روش فرض همگن و متجانس بودن جنس خاک در اطراف الکترود ارت است. این فرض در شرایط واقعی به خصوص در مناطق شهری و صنعتی به دلیل انجام محوطه‌سازی و آسفالت و کاشی کاری به ندرت مهیا می‌شود. لزوم وجود خاک طبیعی در فواصل مناسب مطرح در اطراف الکترود ارت و زمان طولانی برای گستردن سیم کشی‌ها و ... در بعضی مواقع استفاده از این روش را غیرممکن نموده و همیشه روشی زمانبر است.
لذا در شرایط خاص که روند اندازه‌گیری با این متد غیرممکن می‌گردد، روش‌ها و تکنیک‌های خاصی نیز بر پایه این متد وجود دارد که در ادامه معرفی شده‌اند.